# Anna Schnidenwind
Anna Schnidenwind (geborene Trutt; * um 1688 in Wyhl am Kaiserstuhl; † 24. April 1751 in Endingen am Kaiserstuhl) war eine der letzten Frauen, die in Deutschland als Hexe öffentlich hingerichtet wurde.

## Leben
Anna Trutt stammte aus einer ehrbaren Familie aus Wyhl. Sie heiratete in erster Ehe Fridolin Thrönle, mit diesem hatte sie sechs Kinder. Fridolin Thrönle starb 1742; nach seinem Tod heiratete sie zum zweiten Mal und zwar Matthias Schnidenwind, ein Mitglied des Dorfgerichts. Sie war zusammen mit ihrem Ehemann auch als Bäuerin tätig.

## Hexenprozess
Anna Schnidenwind hatte im März 1751 mit Kräutern ein Rauchfeuer im Stall angefacht, um einer kranken Kuh zu helfen. Ausräuchern war zu dieser Zeit eine häufige Methode, um Krankheiten zu heilen, da man davon ausging, dass Heilkräuter die Krankheiten vertreiben können. Dabei wurde ein Feuer ausgelöst, das auf die gesamte Ortschaft übergriff und viele Häuser und Ställe vernichtete. Außerdem kamen auch Menschen zu Schaden, der Tod eines dreijährigen Kindes ist dokumentiert. Sie wurde für den verheerenden Brand Wyhls am 7. März 1751 verantwortlich gemacht; das Feuer zerstörte einen Großteil der Ortschaft.
Schnidenwind wurde der Hexerei angeklagt und sowohl in Güte als auch in der Schärfe befragt – wobei Schärfe Folter bedeutet. Unter dieser hatte sie zugegeben, dass sie einen Bund mit dem Teufel geschlossen habe und Zusammenkünfte von Hexen besucht habe. Vor 9 Jahren habe sie von unbekannten Soldatenleuten ein Zauberpulver erhalten, mit dem sie mit dem Teufel Leuten und Vieh schaden und reich werden könnte. Der 63 Jahre alten Bäuerin wurden der Teufelspakt und Brandstiftung vorgeworfen.
Sie wurde am 24. April 1751 in Endingen am Kaiserstuhl im Breisgau aus ihrem Gefängnis zu Endingen vor das Breisacher Tor geführt und weil sie sich vehement den Scharfrichtern widersetzte, geknebelt und lebendig auf den Holzstoß geworfen und auf dem Scheiterhaufen verbrannt.

## Einordnung in die gesamtgesellschaftlichen Prozesse
Der Endinger Hexenprozess gilt als einer der letzten in dieser Gegend und war nicht mehr voll von der Obrigkeit gedeckt. Vorderösterreich gehörte zu dieser Zeit zur Habsburger Monarchie mit Maria Theresia als Kaiserin. Diese hatte bereits mehrmals ihre Bedenken gegen Hexenprozesse ausgedrückt und dies hatte Einfluss gefunden in die Landesordnung, die zu Vorsicht bei Hexenprozessen aufrief. Nur bei einem ernsthaften Teufelspakt war noch ein Hexenprozess möglich, musste aber der Kaiserin persönlich vorgelegt werden. Im Falle der Anna Trutt waren sämtliche normalerweise einzuholenden Gutachten nicht durchgeführt worden, auch der Prozess ereignete sich außerordentlich schnell: So dauerte es vom Brand bis zur Hinrichtung nur knapp eineinhalb Monate.